# Karl August von Lichtenstein
Karl August von Lichtenstein (* 8. September 1767 in Lahm, Bayern; † 10. September 1845 in Berlin) war ein deutscher Opernsänger, Komponist, Librettist, Übersetzer und Intendant.

## Leben und Wirken
Lichtenstein studierte in Göttingen und erhielt von Forkel Violinunterricht.
Nach BLKÖ schlug Lichtenstein dann eine militärische Karriere ein. Er stand zunächst in englischen Diensten und kam dann als Freiwilliger zum Generalstab des Generals Bischofswerder. Er nahm während des Ersten Koalitionskrieges an der Belagerung von Mainz teil. Anschließend beschloss er sich der Kunst zu widmen.
Karl August Ludwig von Lichtenstein wurde in Würdigung seines am Schlosstheater Dessau gezeigten Engagements 1798 zum ersten Intendanten der Dessauer Hofoper durch Fürst Leopold III. Friedrich Franz von Anhalt-Dessau berufen. Seine lebenslange Distanz zum zunehmend bürgerlich geprägten Schauspiel ermöglichte dem mit seiner Compagnie 1794 als „Hof Schauspiel Directeur“ engagierten Prinzipal Friedrich Wilhelm Bossann nach von Lichtensteins Abschied 1807 die erweiterte herzogliche Bestallung als „Herzogl. Anhalt. Hof-Theaterdirecteur“ unter der formalen Intendanz eines herzoglichen „Multi-Beamten“: des Oberhofmeisters Georg Heinrich von Berenhorst. Lichtenstein ging bereits 1800 nach Wien, um neben dem kaufmännischen Leiter von Braun die künstlerische Leitung des Hoftheaters zu übernehmen. Er blieb dort bis 1804, da die Familiengüter in finanzielle Probleme kamen. Er war ab 1806 als Diplomat tätig und wurde 1810 Minister in Hildburghausen, außerdem erhielt er 1813 die Leitung des Theaters in Bamberg, die er im Juni 1814 aufgab. Er widmete sich seinem Privatleben, bis Karl Maria von Weber ihn 1822 überredete, die Oper Die Waldburg in Dresden zur Aufführung zu bringen. Anschließend holte ihn Carl von Brühl nach Berlin. Ab 1823 arbeitete Lichtenstein am Berliner Schauspielhaus und ab 1825 an der dortigen Oper als Regisseur. Von Dezember 1826 bis Januar 1827 spielte er in Gera und Coburg.
Er war noch 1841 als zur besonderen Verwendung bei der Berliner Oper geführt. Freiherr von Lichtenstein war ein gefragter Übersetzer von Libretti, der sich u. a. um die Werke von Daniel-François-Esprit Auber verdient gemacht hatte.
Zwei Tage nach seinem 78. Geburtstag starb Freiherr von Lichtenstein am 10. September 1845 in Berlin.
Lichtenstein war dreimal verheiratet und hatte aus erster Ehe einen Sohn und zwei weitere aus der dritten Ehe (nach Nekrolog).
Er heiratete 1820 die Schauspielerin Friederike Veltheim (* 1797).
Von seinen Söhne ist bekannt:
- Ludwig August Karl von Lichtenstein (1792-1850), Schriftsteller, (1825-1826), Theaterintendant in Coburg, seit 1827 bayrischer Freiherr[6]

## Werke (Auswahl)
Opern
- Andreas Hofer. Oper. 1830 (frei nach Gioachino Rossinis Guillaume Tell)
- Bathmendi. Große allegorisch-komische Oper. 1801 (3. Fassung)
- Die deutschen Herren in Nürnberg. Große Oper. 1834 (frei nach E. T. A. Hoffmanns Meister Martin der Küfner und seine Gesellen)
- Enge gut, alles gut. Komische Oper. 1800
- Glück und Zufall. Komische Oper. 1793
- Der Gluthengeist. Oper
- Imago, die Tochter der Zwietracht. Oper. um 1813/14
- Der Kaiser als Zimmermann oder Frauenwerth. Große komische Oper. 1814 (frei nach Jean Nicolas Bouilly)
- Trübsale eines Hofbankiers. Komische Oper. 1838
- Die Waldburg. Große Oper. 1811

Operette
- Knall und Fall. 1795
- Das Mädchen aus der Fremde. Operette. 1821

Singspiel bzw. Vaudeville
- Die arme Molly. Vaudeville. 1826
- Die Edelknaben oder Zur guten Stunde. Singspiel. 1823 (frei nach Nicolas Dezède)
- Der Hahn im Korbe. Vaudeville. 1825
- Mitgefühl. Liederspiel. 1800 (zusammen mit Georg Friedrich Treitschke)
- Singethee und Liedertafel. komisches Singspiel. 1825
- Die steinerne Braut. Singspiel. 1799